# 金合歡
金合歡也叫刺毬花、消息花、牛角花、番苏木，是豆科金合歡屬植物，原產美洲熱帶、亞熱帶地區，在澳洲、亞洲、非洲熱帶、亞熱帶地區廣泛栽培或逸生。